# Willgottheim
Willgottheim là một xã thuộc tỉnh Bas-Rhin trong vùng Grand Est đông bắc Pháp.
On ngày 1 tháng 5 năm 1972, Willgottheim merged with the commune of Wœllenheim.